# Петров, Виктор Сергеевич
Виктор Сергеевич Петров (23 июля 1946, Авдеевка) — российский поэт и литературный критик, журналист, член Союза писателей России, главный редактор журнала «Дон».

## Биография
Сын фронтовика. Родился в Авдеевке, что поблизости от Донецка. Крещён был на родине матери Марии в Успенской (Ростовская область), в сельской церкви.
В 1971 году окончил отделение журналистики Ростовского государственного университета. Служил в армии. Став профессиональным журналистом, работал в газетах «Ждановский машиностроитель» (Жданов), «Красное Приазовье» (Азов). Был корреспондентом, заведующим отделом.

## Творчество
В творчестве поэта мелькают мотивы «зоны», неволи. Первую известность получил, выиграв поэтический конкурс «Комсомольской правды». Последовали публикации в журнале «Юность», который выпустил и сборник «Лезвие». Затем увидел свет в Лондоне сборник стихов Reserve of Level («Запас высоты»). Сборник «Соляной спуск» посвящён любимому поэтом Ростову-на-Дону. Хронологически последняя увидевшая свет книга стихов Петрова — «Твердь». Автор девятнадцати сборников стихов.

## Премии и награды
Лауреат Всероссийской литературной премии им. М. А. Шолохова и премии журнала «Юность».  В 2008 получил медаль Франца Кафки. Является дипломантом международной премии «Писатель XXI века» и победителем Международного славянского литературного форума «Золотой Витязь» (книга «Болевой порог», 2016).

## Убеждения
Является христианином, придерживается патриотических убеждений, считая русский народ народом-богоносцем, а русских и белорусов одним народом.